# كارل براون (ناشط أمريكي)
كارل براون (1849–1914) مربي ماشية ورسام كاريكاتير وصحفي وسياسي أمريكي. كان براون زميلاً سياسياً مقرباً سابقاً للسياسي المثير للجدل دينيس كيرني من سان فرانسيسكو، ويُذكر بشكل أفضل باعتباره أحد أبرز زعماء حركة احتجاج جيش كوكسي في عام 1894.

## سيرته

### بدايته
وُلِد كارل براون في الرابع من يوليو عام 1849 في نيوتن، آيوا. كان والده جنديًا شارك في الحرب المكسيكية الأمريكية والحرب الأهلية الأمريكية، حيث قاتل كعضو في جيش الاتحاد.
عمل براون في مجموعة متنوعة من الوظائف خلال سنوات شبابه، بما في ذلك العمل كطابع، ورسام، ومربي ماشية، ورسام كاريكاتير ، وصحفي. انتقل براون إلى سان فرانسيسكو وأصبح نشطًا في السياسة كعضو نشط هناك في حزب العمال. وعمل لفترة كسكرتير شخصي لزعيم الحزب دينيس كيرني ، وهو سياسي شعبوي قاد حركة شعبية لاستبعاد الصينيين من الولايات المتحدة.
أثناء وجوده في سان فرانسيسكو، أطلق براون صحيفة أسبوعية راديكالية قام بتحريرها ورسم فيها رسومًا كاريكاتورية سياسية، وهي الرسالة المفتوح.

### حملة كوكسي

كارل براون على ظهر حصانه، يخاطب المشاركين في مسيرة "جيش كوكسي" في عام 1894.

في مؤتمر شيكاغو للمدافعين عن الفضة المجانية الذي عقد في أغسطس 1893، تعرف براون على السياسي من ولاية أوهايو جاكوب كوكسي، الذي رأى في المحرض العمالي الكاريزمي براون إمكانية الترويج للإصلاحات الحكومية التي اقترحها. كان براون قد اكتسب شهرة واسعة في شيكاغو باعتباره خطيبًا عامًا تحريضيًا، حيث ألقى كلمة في سلسلة من الاجتماعات العامة في متنزه ليك فرونت حول مشكلة البطالة والحل المحتمل لها - ويقال إنه اقترح إحدى الوسائل لتحقيق ذلك، وهي مسيرة للعمال العاطلين عن العمل إلى عاصمة الأمة.
وقد أعجب كوكسي بفعالية براون الكاريزمية وقربه الفكري من أفكاره الخاصة، وأقنع براون بالانضمام إلى حملته من أجل مشروع قانون الطرق الجيدة - وهي خطة لوضع العاطلين عن العمل في وظائف لتحسين البنية التحتية للنقل في الولايات المتحدة. استجاب براون، وتحدث نيابة عنه ورسم سلسلة من الرسوم الكاريكاتورية التي توضح الطبيعة غير الوظيفية للنظام الاقتصادي الحالي وتصف الفوائد التي يمكن للمجتمع الحصول عليها من خلال خطة كوكسي.
كان كوكسي سعيدًا بالتزام براون بقضية إصلاح العمل وأقنعه بالبقاء معه في منزله في ماسيلون، أوهايو ، طوال شتاء 1893-1894، وهي فترة قاتمة عندما عانت الولايات المتحدة من الانكماش الاقتصادي الشديد المعروف في التاريخ باسم ذعر 1893. ناقش كوكسي وبراون معًا وسيلة للدعاية بشكل أفضل لمشروع قانون الطرق الجيدة، وقرر الثنائي، على حد تعبير كوكسي، "إرسال عريضة إلى واشنطن بأحذيتهم" من خلال مسيرة عبر البلاد للعاطلين عن العمل.
عقد براون وكوكسي سلسلة من الاجتماعات العامة في ماسيلون ومدن أخرى في المنطقة، لجذب الانتباه إلى مشروع قانون الطرق الجيدة الذي اقترحه كوكسي، مما لفت الانتباه إلى المسيرة المخطط لها، والتي كان من المقرر أن تغادر ماسيلون إلى واشنطن العاصمة، في أحد أيام عيد الفصح عام 1894.
اكتسب براون شهرة بسبب آرائه الدينية الثيوصوفية، والتي افترضت تناسخ الأرواح من مجموعة مشتركة من المتوفين - حيث زعم براون أن كلاً منهما كان يمتلك مكونات كبيرة بشكل غير عادي من روح يسوع المسيح. أشار براون بشكل غير متواضع إلى كوكسي في الأماكن العامة باسم "مخ المسيح" وإلى نفسه باسم "مخيخ المسيح"، وهي ألقاب اعتبرها العديد من المسيحيين المتدينين في ذلك الوقت تدنيسًا. اعتنق كوكسي أفكار براون اللاهوتية غير التقليدية، واعتبر الزوجان مسيرتهما بمثابة "جيش السلام"، وأطلقا على حركتهما اسم "جمعية المسيح المشتركة". لقد تعرض هذا التفسير للسخرية على نطاق واسع.

### الوصول والاعتقال
وصلت "جمعية المسيح المشتركة" إلى واشنطن العاصمة، في الأول من مايو عام 1894، مع حوالي 400 مشارك في صفوفها. شق كوكسي وبراون طريقهما إلى درجات مبنى الكونجرس الأمريكي لمخاطبة الحشد المرافق، لكنهم مُنعا من قبل الشرطة الخيالة. قفز الثنائي على جدار حجري في محاولة للوصول إلى هدفهما، برفقة كريستوفر كولومبوس جونز، زعيم المتظاهرين من فيلادلفيا، لكن الشرطة طاردت الثلاثة سيرًا على الأقدام واحتجزتهم، فأمسكت ببراون في البداية وضربته، ومزقت ملابسه ونزعت قلادة الخرز العنبر من رقبته. أُطلق سراح كوكسي، ولكن قُبض على براون وجونز، مع دفع كفالة من قبل اثنين من المتعاطفين الأثرياء مع المتظاهرين.
في الثاني من مايو، وجهت محكمة الشرطة إلى كوكسي وبراون وجونز تهمة حمل لافتة غير قانونية، بالإضافة إلى تهمة دهس العشب. وتبع ذلك محاكمة أمام هيئة محلفين، وصف خلالها المدعي العام براون بأنه "فقير ومحتال ومشعوذ يرتدي ملابس سخيفة ويعرض نفسه للحشود الفضولية مقابل 10 سنتات للفرد". وأدين المتهمون الثلاثة في صباح يوم 8 مايو وأُطلق سراحهم بكفالة.
صدر الحكم في 21 مايو، حيث غُرِّم كوكسي وبراون 5 دولارات لكل منهما بسبب السير على العشب، وحُكم على كوكسي وبراون وجونز بالسجن لمدة 20 يومًا لحملهم لافتات على أراضي الكابيتول.

### السنوات اللاحقة والوفاة والإرث
خلال العقد الأول من القرن العشرين، حاول براون أن يصبح مخترعًا، حيث عمل على آلة طيران أثقل من الهواء.
في يناير 1914، انهار براون وتوفي. وكان عمره وقت وفاته 64 عاماً. كان براون عضوًا ملتزمًا في الحزب الاشتراكي الأمريكي، وأقيمت جنازته في واشنطن العاصمة بتمويل رفاقه في الحزب. لا يُعتقد أن أيًا من أفراد عائلة كوكسي حضروا.

## الحواشي
1. 1 2  Carlos A. Schwantes (29 Nov 2017). "Browne, Carl (1846–16 January 1914), political agitator, reform journalist, and organizer of "Coxey's Army"". American National Biography Online (بالإنجليزية). DOI:10.1093/ANB/9780198606697.ARTICLE.0500894. ISSN:1470-6229. QID:Q103848022.
2. 1 2  W.T. Stead, Chicago To-Day, or, The Labour War in America. London: Review of Reviews, 1894; pg. 44.
3. ↑  Donald L. McMurry, Coxey's Army: A Study in Industrial Unrest, 1893–1898. Boston: Little, Brown & Co., 1929; pg. 30.
4. 1 2  McMurry, Coxey's Army, pg. 32.
5. ↑  McMurry, Coxey's Army, pg. 33.
6. ↑  McMurry, Coxey's Army, pg. 36.
7. 1 2  McMurry, Coxey's Army, pg. 37.
8. 1 2  Alexander, Coxey's Army, pg. 99.
9. ↑  McMurry, Coxey's Army, pg. 39.
10. ↑  Alexander, Coxey's Army, pg. 103.
11. 1 2  Benjamin F. Alexander, Coxey's Army: Popular Protest in the Gilded Age. Baltimore, MD: Johns Hopkins University Press, 2015; pg. 119.

## قراءة إضافية
- Benjamin F. Alexander, Coxey's Army: Popular Protest in the Gilded Age. Baltimore, MD: Johns Hopkins University Press, 2015.
- Donald L. McMurry, Coxey's Army: A Study in Industrial Unrest, 1893–1898. Boston: Little, Brown & Co., 1929. —Reissued 1968.
- Carlos A. Schwantes, Coxey's Army: An American Odyssey. Lincoln, NE: University of Nebraska Press, 1985.